# Glazbena škola Ferdo Livadić
Glazbena škola Ferdo Livadić je službeni naziv samoborske glazbene škole koja je ime dobila po Ferdi Livadiću, jednome od najpoznatijih Iliraca.

## Povijest škole
Još početkom 1969. gradska uprava donijela je odluku o osnivanju odjeljenja Glazbene škole Blagoje Bersa iz Zagreba koje je s radom započelo 1. rujna iste godine. Tada se upisalo 38 učenika, a podučavalo se solfeggiu te sviranju violončela, klavira, klarineta, harmonike, flaute i violine: predavači su bili učitelji iz Zagreba.
Dana 6. travnja 1982. osnovana je Osnovna glazbena škola Ferdo Livadić, a od srpnja 1999. uredbom Vlade Republike Hrvatske osniva se i srednja glazbena škola. Do 1. ožujka 2000. škola je bila pod upravom Pučkog otvorenog učilišta Samobor, a od tog se datuma potpuno osamostalila.
Danas se u školi odvija predškolsko, osnovnoškolsko i srednjoškolsko obrazovanje, a škola surađuje s mnogim gradskim glazbenim udrugama, primjerice Tamburaškim društvom Ferdo Livadić, Gradskom glazbom Samobor i drugima.
Zanimljivo i to da se Dan škole ne obilježava 6. travnja kada je osnovana Osnovna glazbena škola nego 30. svibnja kada je rođen Ferdo Livadić: tada se održavaju razni koncerti učenika i profesora.

## Odjeli
Unutar škole djeluju 6 odjela:
1. Glasovir, harmonika, udaraljke
2. Gudački odjel
3. Puhački odjel
4. Odjel za teoriju, solo pjevanje i orgulje
5. Zajednički predmeti
6. Predškolski program

## Vanjske poveznice
Službene stranice škole  Arhivirana inačica izvorne stranice od 14. kolovoza 2015. (Wayback Machine)